# وایناموئینن

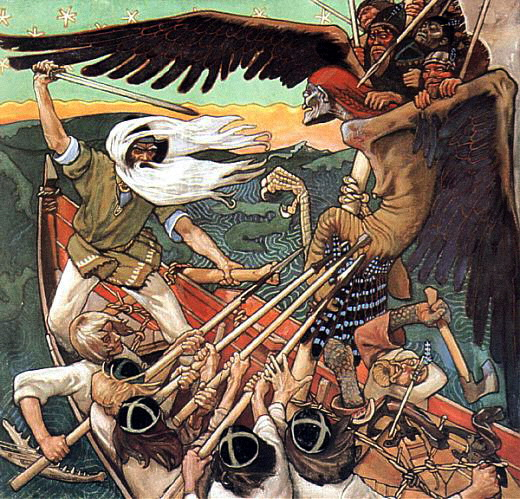
«دفاع از سامپو» (۱۸۹۶) نگاره‌ای از آکسلی گالن-کاللا، که وینه‌موینن را شمشیر بدست در حال دفاع از سامپو نشان می‌دهد.

وَینه‌موینِن (به فنلاندی: Väinämöinen) قهرمان نامدار و از شخصیت‌های فولکلور فنلاندی، و همچنین شخصیت اصلی منظومهٔ حماسی کاله‌والا اثر الیاس لونروت است. شخصیت وینه‌موینن به عنوان یکی از قهرمانان اساطیری شمال باستان دارای شکل‌های متعددی است و در واقع تعریف شخصیت درونی او ممکن است کار بسیار دشواری باشد. او در اشعار کهن فنلاندی به شکل پیرمردی دانا و خردمند، دارای صدایی گیرا و سحرآمیز تصویر می‌شود. او همچنین برای انجام مأموریت‌های دلیرانه‌اش همچون آوردن سامپو از شمال، و رویارویی با یوکاهاینن جوان، یکی دیگر از قهرمانان افسانه‌ای منظومهٔ کالوالا شهرت دارد. وینه موینن سازندهٔ نخستین «کانتله»، چنگ باستانی فنلاند، با استفاده از استخوان‌های آروارهٔ اردک‌ماهی غول‌پیکر و گیسوان دوشیزه‌ای است.
وینه‌موینن شمنی بود که می‌توانست هر انسان یا حیوانی را با خواندن اشعارش شیفتهٔ خود کند. او در بکارگیری از شمشیر مهارت داشت، اما ترجیح می‌داد از قدرت سخنوری خود استفاده کند. او به عنوان پسر ایلماتار، روح باکره هوا، که توسط امواج دریا باردار شده بود، به مدت ۷۰۰ سال در رحم او به سر برد و هنگامی که کاسهٔ صبرش لبریز شد خود برای زاده شدن دست به کار شد. او سپس اقدام به کشت و کار با کمک سامپسا پسر آسه و کشت نمود. او دوستش ایلمارینن آهنگر را به سرزمین شمال فرستاد. ایلمارینن در شمال سامپو، یا همان آسیاب سحرآمیز را می‌سازد که برای مردم شمال برکت به ارمغان می‌آورد. وینه موینن پس از آگاه شدن از خوشبختی مردمان شمال با دوستان خود ایلمارینن و لمین کینن به شمال می‌رود و از لوهی فرمانروای زن شمال درخواست سهیم گشتن در سامپو را می‌کند. اما لوهی درخواست وینه‌موینن را نمی‌پذیرد. وینه موینن با نواختن کانتله مردمان شمال را خواب می‌کند و سامپو را می‌رباید. لوهی با سربازانش به کشتی وینه موینن حمله می‌کند. در میان این جنگ سامپو به دریا می‌افتد و می‌شکند.